# Arnold Fioravante
Arnold Fioravante (Piracicaba, 1 de fevereiro de 1931) é um advogado, professor, empresário e político brasileiro.
Entre os anos de 1951 e 1981, Arnold Fioravante, que é professor de formação, fez parte da Secretaria de Educação do Estado de São Paulo, exercendo a função de diretor de algumas escolas públicas em cidades do interior do estado de São Paulo. Em 1968, o então professor dedicou-se à fundação das Faculdades Metropolitanas Unidas (FMU), onde desempenhou o papel de diretor-superintendente e, na qual, ainda no ano da inauguração, iniciou o curso de direito, concluído quatro anos depois, em 1972.
Além de sua influência na área educacional e, mais tarde, política, Fioravante também fez contribuições no âmbito da comunicação. Foi o fundador da Rede Capital de Telecomunicações - Rádio Capital (São Paulo) - em 1978, empresa que contava com serviços de rádio e televisão. Após sua inauguração, Arnold Fioravante, assumiu a direção geral da rede.
Em 2009, por reconhecimento a seu trabalho pela educação, Arnold foi convidado a ocupar a cadeira 9 da Academia Paulista de Educação.

## Carreira Política
A vida política de Arnold Fioravante iniciou-se em 1986, quando o então professor e advogado, se candidatou ao posto de deputado federal constituinte pelo Partido Democrático Social (PDS). Por conta de sua candidatura, Fioravante se desligou de suas atividades profissionais e passou a dedicar-se exclusivamente à sua eleição. Ele foi eleito em 1987 a partir da dobradinha que fez com seu então funcionário na Rádio Capital, Afanásio Jazadji, que se candidatou a deputado estadual e foi o deputado eleito  com o maior número de votos do país. Jazadji se reelegeu por mais quatro mandados, garantindo sua cadeira de 1987 a 2007.
As opiniões políticas defendidas por Arnold Fioravante eram majoritariamente conservadoras e tendiam a ser de centro-direita. Este fato explica sua candidatura, eleição e dobradinha dentro do PDS, partido que nasceu a partir da extinção do Partido Aliança Renovadora Nacional (Arena) e que defendia ideias majoritariamente de direita e de cunho conservador.
Em fevereiro de 1987, Fioravante assumiu o cargo pretendido e exerceu seus trabalhos como deputado na Assembléia Nacional Constituinte. Lá desempenhou funções de suplente e de membro titular em comissões e subcomissões. Entre elas estão: Comissão da Soberania e dos Direitos e Garantias do Homem e da Mulher, Subcomissão dos Direitos e Garantias Individuais, Comissão da Família, Comissão da Educação, Comissão da Cultura, Comissão da Ciência e Tecnologia e Comissão dos Esportes.
As ideias de centro-direta defendidas pelo deputado chamaram atenção ao longo de sua carreira política, principalmente durante algumas votações importantes da Constituinte, nas quais declarou-se a favor de ideias mais conservadoras como a pluralidade sindical e defendeu a pena de morte e a extensão do mandato do então presidente José Sarney para cinco anos.
Além disso, Fioravante também votou contra algumas ideias e propostas que foram aprovadas à época, principalmente no campo do trabalho. O deputado não defendia propostas como: jornada semanal de 40 horas, a remuneração superior de 50% para o trabalho extra, o aviso prévio proporcional, estabilidade no emprego e turno ininterrupto de seis horas. Também demonstrou-se contra o presidencialismo e ao voto aos 16 anos. No campo econômico seus votos não apoiavam a estatização do sistema financeiro, a criação de um fundo de apoio para a reforma agrária, a limitação dos encargos para a dívida externa e de juros a 12%.
Com o final das votações de todas as propostas que integraram a Assembléia Nacional Constituinte, em 5 de outubro de 1988, o deputado Arnold Fioravante passou a trabalhar na Câmara dos Deputados, em São Paulo. 
Arnold Fioravante se afastou da vida política no ano de 1990, após tentar sua reeleição pelo PDS e não obter êxito. Com o final de seu mandato e seu afastamento da política, voltou a exercer as funções de educador e advogado, retornando ao posto de diretor superintendente da FMU. Além disso, conquistou a cadeira de diretor-geral das Faculdades Integradas Alcântara Machado, em São Paulo, e tornou-se o mantenedor da Faculdade Tancredo Neves, em São Paulo.
Principal Projeto: Lei de Diretrizes e Bases da Educação Nacional, junho de 1989.
Inovações da Proposta:
1) Municipalização do Ensino (Creche, Pré-Escola e Fundamental);
2) Criação de Conselhos Municipais de Educação;
3) Criação da Figura do Professor Visitador;
4) Classificação das Escolas para Seleção de Candidatos a Ingresso em Cursos Superiores;
5) Novas Formas de Seleção aos Candidatos do Ensino Superior;
6) Dinamização do Conselho Federal de Educação;
7) Supressão do Ensino Supletivo como forma de Substituição da Escolaridade Regular;
8) Instituição de Comissão Especial para organizar Sistema Único e Nacional de Verificação do Aproveitamento Escolar de Alunos do Ensino Fundamental e Médio;
9) Inclusão, nos Programas Escolares, de Estudos que objetivassem a Preservação do Meio Ambiente.
Dentre outras, também, as seguintes propostas constitucionais e legais:
-Piso Salarial para o professor, da pré – escola ao Ensino Superior, em instituições particulares;
– Colocação da criança, já aos 3 anos, na pré-escola;
-Inclusão de língua estrangeira, a partir da 5ª série;

-Tratamento especial para crianças e jovens com dotação intelectual superior.